# The Cell 2
 (mars 2021).
Si vous disposez d'ouvrages ou d'articles de référence ou si vous connaissez des sites web de qualité traitant du thème abordé ici, merci de compléter l'article en donnant les références utiles à sa vérifiabilité et en les liant à la section « Notes et références ».
Série The Cell
The Cell
(2000)
Pour plus de détails, voir Fiche technique et Distribution.
The Cell 2 ou La Cellule 2 au Québec (The Cell 2) est un thriller américain réalisé par Tim Iacofano, sorti en 2009 directement en vidéo.

## Synopsis
The Cusp est un tueur en série qui tue ses victimes puis les ramène à la vie - encore et encore, jusqu'à ce qu'elles supplient de mourir. Psychique, Maya est une enquêteuse qui a acquis ses pouvoirs après avoir été dans le coma d'un an, causée par le fait d'être la première victime de Cusp. Maintenant le Cusp's est de retour, et sans temps pour la perpétration, Maya doit entrer dans l'esprit du tueur, pour sauver sa dernière victime.

## Fiche technique
Sauf indication contraire, les informations mentionnées dans cette section peuvent être confirmées par les bases de données cinématographiques IMDb et Allociné,  présentes dans la section « Liens externes ».
- Titre original et français : The Cell 2
- Titre québécois : La Cellule 2
- Réalisation : Tim Iacofano
- Scénario : Lawrence Silverstein, Alex Barder, Erik Klein et Rob Rinow, d'après une histoire de Lawrence Silverstein et Alex Barder
- Musique : John Massari
- Décors : Diane Millett et Brian Lives
- Costumes : Amy J. Roberts
- Photographie : Geno Salvatori
- Son : Wade Chamberlain, James Young
- Montage : John Coniglio
- Production : Alex Barder et Lawrence Silverstein
  - Production exécutive : Michael C. Cuddy
  - Production déléguée : Kevin Kasha
  - Production associée : Marc Freitas et Nancy Valle
  - Coproduction associée : Nate Bolotin
- Sociétés de production : Silverstein / Barder Company avec la participation de New Line Home Entertainment
- Sociétés de distribution : New Line Home Video (États-Unis) (DVD / Blu-Ray) ; Warner Home Video (Monde) (Tous médias)
- Budget : n/a
- Pays de production :  États-Unis
- Langue originale : anglais
- Format : couleur - 1,78:1 (Widescreen) (16:9 HD)
- Genre : Thriller, Epouvante-Horreur, Science-fiction
- Durée : 94 minutes
- Dates de sortie[1] :
  - États-Unis : 16 juin 2009 (sortie directement en vidéo)
  - France : 13 octobre 2009 (sortie directement en vidéo DVD)[2]
- Classification[3] :
  - États-Unis : interdit aux moins de 17 ans (R – Restricted)[Note 1]
  - France : tous publics avec avertissement[2]